# Вісвалдас Матійошайтіс
Вісвалдас Матіошайтіс (14 квітня 1957 , Каунас ) — підприємець, засновник і власник групи компаній «Vičiūnai», колишній керівник (голова правління та генеральний директор), політичний діяч місцевого рівня. З 2010 року засновник і керівник Громадської організації «Vieningas Kaunas» (Об'єднаний Каунас). З 2011 року депутат Каунаської міської ради, з 2015 року міський голова муніципалітету міста Каунаса.
Найбагатший мер Литви. Його статки, задекларовані в 2016 році, становили 5,64 млн євро. У 2006 році згідно з дослідженням, проведеним журналом «Veidas», він посідав 8 місце серед 30 найбагатших людей Литви. За даними новинного порталу tv3.lt і журналу TOP 500 (2016 р.), Вісвалдас Матіошайтіс володів нерухомістю вартістю 121 мільйон євро.

## Біографія
1975 року закінчив Шантійську середню школу м. Каунаса. У 1975 — 1980 роках навчався і закінчив Вільнюський інженерно-будівельний інститут, спеціальність — інженер-механік.
З 1981 року і до вересня 1991 року — державний службовець і міліціонер органів внутрішніх справ Литовської РСР. Перша робота — кримінальний розшук, потім — заступник начальника патрульної служби. Найдовше працював у відділі кадрів Каунаського УВС. Пізніше заступник начальника відділу внутрішніх справ Пожельського району міста Каунаса з політичної роботи. До серпня 1991 року, як і всім міліціонерам, йому доводилося приймати рішення: присягати Литовській Республіці і стати поліцейським або залишити статутну службу. Матіошайтіс склав присягу, перейшов у поліцію, а потім залишив її.
У 1991 році заснував власний бізнес. Ще працюючи міліціонером, разом із дружиною почав вирощувати та продавати троянди та інші квіти. Директор ТОВ «Vičiūnai», комерційний консультант ТОВ «Vičiūnai і Ko», ТОВ «Плунгівська кооперативна торгівля».
З 2006 року член правління асоціації «Mentor Lietuva», з 2008 року віце-президент Ради економічного і торговельного співробітництва Литви з Російською Федерацією Конфедерації промисловців Литви. З 2009 року президент асоціації «Фонд Жальгіріс», з 2010 року голова правління громадської організації «Об'єднаний Каунас», її ідейний керівник.
З 2011 року член муніципальної ради міста Каунас, висунув себе кандидатом і сформував коаліцію «Об'єднаний Каунас».
Вдівець. Дружина Ірена Матіошайтене (1957–2013), каунаський політичний діяч, депутат міськради. Сини Шарунас і Дайній.
У 2015 році виграв вибори до муніципальної ради та прямі вибори мера міста Каунас і замінив на цій посаді колишнього (2007—2015 рр.) мера Каунаса консерватора А. Купчінскаса. У вересні 2017 року під час інтерв'ю ЗМІ він заявив, що, «якщо будуть погані кандидати», він братиме участь у президентських виборах 2019 року. Однак він не висував свою кандидатуру на виборах президента Литовської Республіки.
У 2019 році на муніципальних виборах був обраний мером міста Каунаса на другий термін.

## Критика
У 2022 році В. Матіошайтіса критикують за те, що він не виводить свій бізнес з Росії (через її агресію проти України), а його компанії платять податки в російський бюджет. Крім того, його критикували за ввезення неякісних морепродуктів до України.

## Нагороди
- в 2005 році Нагорода «Каунаський лицар» (надано газетою «Tailainoji sovište»)
- у 2007 році Кавалерський хрест ордена «За заслуги перед Литвою»
- у 2008 році Номінація П. Вілейшіса, Конфедерація промисловців Литви